# Bekesbourne
Bekesbourne är en by i civil parish Bekesbourne-with-Patrixbourne, i distriktet Canterbury, i grevskapet Kent, i England. Byn är belägen 5 km från Canterbury. Bekesbourne var en civil parish fram till 1987 när blev den en del av Bekesbourne with Patrixbourne, Adisham och Canterbury unparished area. Civil parish hade 538 invånare år 1961. Byn nämndes i Domedagsboken (Domesday Book) år 1086, och kallades då Burnes/Borne.